# Dalai Láma Központ a Békéért és az Oktatásért
A Dalai Láma Központ a Békéért és az Oktatásért (angolul: Dalai Lama Center for Peace and Education, rövidítve: DLC) nemzetközi jótékonysági szervezet és oktatási központ a kanadai Vancouver-ben. A 2005-ben alakult szervezet fő küldetése a gyermekek „szívének” oktatása a körülöttük élő közösségek informálásán, inspirálásán és cselekvésre bírásán keresztül.
A szervezetet számos neves olyan vezető látja el tanácsokkal, akik jártasak a béketeremtésben, illetve szerveztek már korábban olyan rendezvényeket, amelyek tárgya a spiritualitás, a klímaváltozás, a környezetvédelem, a béke és egyéb témák voltak.

## Története
A 14. dalai láma az 1960-as évek elejétől áll kapcsolatban Vancouver városával, amióta a városból származó George Woodcock kanadai író Indiába utazott, hogy a tibeti menekültek ügyét támogassa, és találkozzon a tibeti lámával. Az évek során a dalai láma több alkalommal is ellátogatott Vancouver-be (1980, 1993, 2004, 2006 és 2009). A dalai láma testvére, Tendzin Csögyal is szoros kapcsolatot ápol a várossal, ahova gyakran ellátogatott és beszédeket tartott és tanításokat adott.
Az oktatási központ egyik alapító vezetője Victor Chan, aki a dalai láma személyes barátja több mint 30 éve.  Chan a dalai lámával közösen írta meg a 2008-ban magyarul is megjelent A megbocsátás bölcsessége (The Wisdom of Forgiveness) című könyvet. A dalai láma szerint azért Vancouver-t választották az oktatási központ helyszínéül, mert az ott élő több nemzetiségi csoport és faj harmonikussá teszi.
A központot hivatalosan 2006 szeptemberében adták át a dala láma jelenléte mellett. A rendezvényen a Nobel-békedíjas tibeti láma tiszteletbeli kanadai állampolgársági címet kapott Kanada kormányától. Az eseményen részt vett többek között Tim Shriver, Deepak Chopra és Sonja Lyubomirsky is.
Egy 2006-os interjúban Chan elmondta, hogy az eredeti tervek szerint a központhoz 2009-re építettek volna egy 4645m2-es létesítményt, amelyben helyet kapott volna egy európai stílusú tér, egy zen kert, egy filmszínház, egy színház, egy művészeti galéria, egy könyvtár, valamint osztálytermek. A létesítményben lehetett volna fogadni a dalai láma nemzetközi kapcsolatait, illetve vendégelőadók előadásait, vallásközi párbeszédek és konfliktusok békés rendezésének adhatott volna helyet. A központ 60 millió kanadai dolláros költségvetésének fele fedezte volna az üzemeltetés, kutatási, helyi programokkal kapcsolatos, alapítványi költségeket, a másik fele pedig az építési költségeket. A létesítmény 2010 márciusáig azonban nem készült el.

## Vezetőség
A központ nemzetközi tanácsadó testületének elnöke a dalai láma. A testület tagjai közé tartozik továbbá:
- Betty Williams
- Desmond Tutu
- Jimmy Carter
- Jody Williams
- Kim Campbell
- Mairead Corrigan
- Sakyong Mipham
- Rigoberta Menchú
- Sirin Ebádi
- Tendzin Csögyal

A központ megbízottai közé tartozik:
- Victor Chan
- Geoff Plant
- Bruce Beairsto
- Howard Harowitz
- Eric Harris
- James Hoggan
- Gwyn Morgan
- Martha C. Piper
- Marjorie-Anne Sauder

## Kapcsolódó szócikk
- Tibeti Alapítvány az Egyetemes Felelősségtudatért